# Paul Kochanski

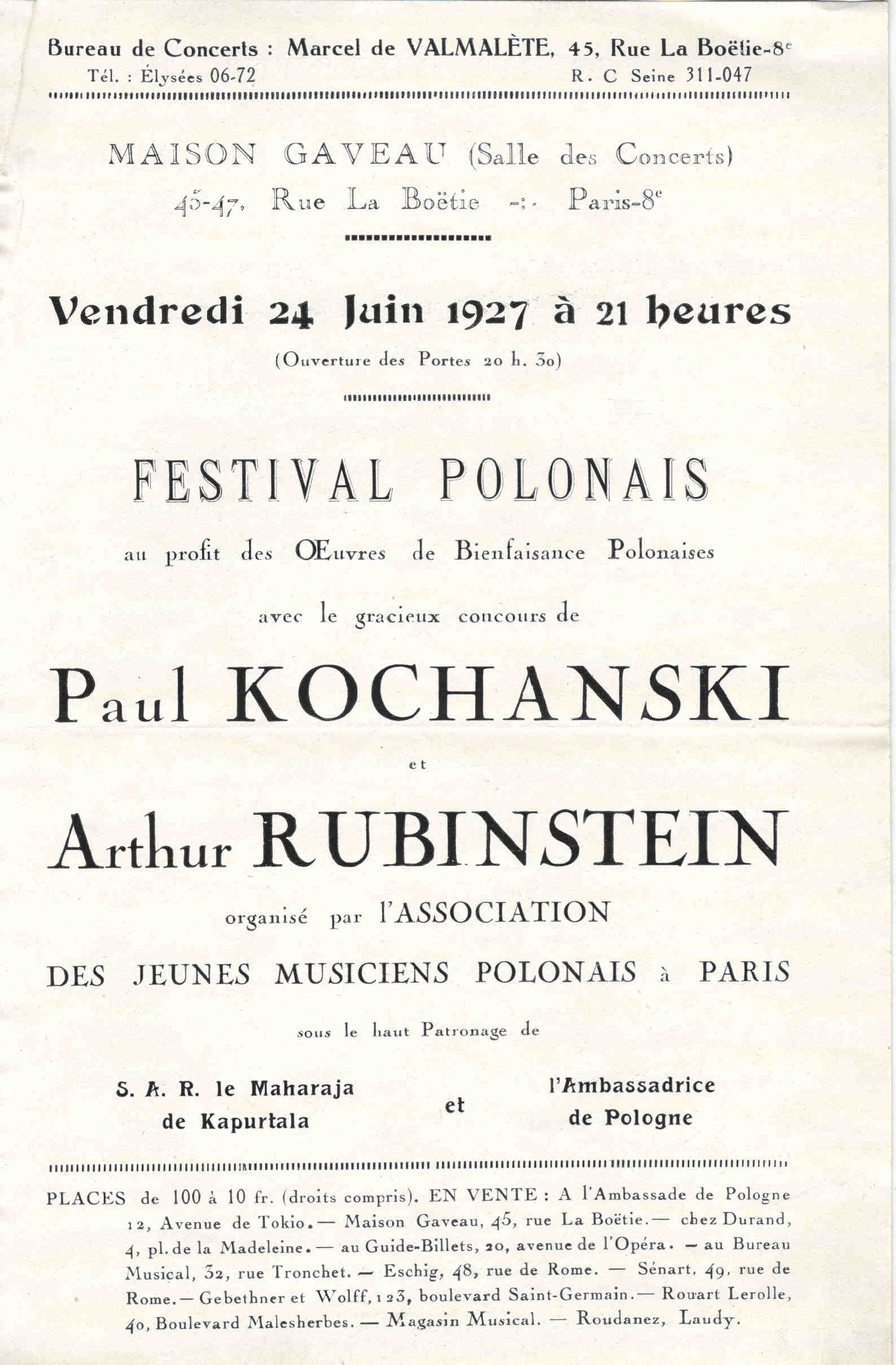
Invitation au Festival Polonais à Paris en 1927

Paul Kochanski (né Paweł Kochański le 14 septembre 1887 à Odessa, mort le 12 janvier 1934 à New York) est un violoniste polonais, compositeur et arrangeur.

## Biographie

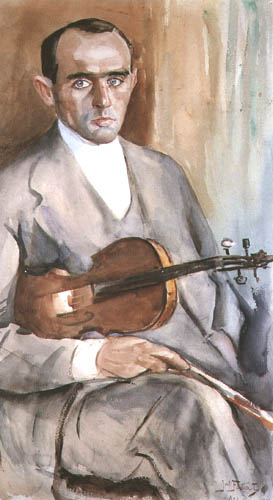
Portrait de Paul Kochanski par Julian Fałat (1911).

Il naît à Odessa dans l'Empire russe au sein d'une famille juive où son père lui apprend le violon à l'âge de sept ans. Il étudie ensuite le violon auprès d'Emil Młynarski. Lorsque Kochanski atteint l'âge de quatorze ans, il rejoint ce dernier qui entretemps a été nommé à Varsovie (alors dépendant de l'Empire russe) pour fonder l'Orchestre philharmonique de Varsovie.
Il a créé en 1909 la sonate pour violon et piano de Karol Szymanowski qui lui est dédiée, en 1921 la sonate pour violon et piano no 1 d'Ernest Bloch et en 1933 le concerto pour violon no 2 de Szymanowski, pour qui il a composé une cadence pour chacun de ses deux concertos pour violon. Prokofiev a également consulté Paul Kochanski à propos de certains éléments techniques pour la composition de son concerto pour violon no 1.  La suite d'après des thèmes, fragments et morceaux de Giambattista Pergolesi d'Igor Stravinsky (1925) lui est dédiée.
Il meurt le 12 janvier 1934 à New-York et est enterré au cimetière du Père-Lachaise (12e division).
Il a donné son nom au violon d'Antonio Stradivarius daté de 1717 « le Kochanski », propriété actuelle du violoniste français Pierre Amoyal.